# 斯廷博特里弗鎮區 (明尼蘇達州哈伯德縣)
斯廷博特里弗鎮區（英語：Steamboat River Township）是位於美國明尼蘇達州哈伯德縣的一個行政鎮區。

## 地方資料
斯廷博特里弗鎮區的面積為93.27平方千米，當中陸地面積為89.33平方千米，而水域面積為3.93平方千米。根據2020年美國人口普查的數據，當地共有人口140人，而人口密度為每平方千米1.5人。